# Ламар (Арканзас)
Ламар (енгл. Lamar) град је у америчкој савезној држави Арканзас.

## Демографија
По попису из 2010. године број становника је 1.605, што је 190 (13,4%) становника више него 2000. године.
| Група             | 2000.         | 2010.         |
| Белци             | 1.333 (94,2%) | 1.473 (91,8%) |
| Афроамериканци    | 2 (0,1%)      | 9 (0,6%)      |
| Азијати           | 3 (0,2%)      | 2 (0,1%)      |
| Хиспаноамериканци | 49 (3,5%)     | 66 (4,1%)     |
| Укупно            | 1.415         | 1.605         |